# Susino (araldica)
In araldica il susino, o prugno, compare, con relativa frequenza, nelle armi civiche. A volte è rappresentato il solo frutto.

Susino d'argento, fruttato d'oro (stemma di Bougival, Francia)
D'azzurro all'albero di susino al naturale, fruttato di tredici, nodrito su di una campagna di verde. Capo di Genova (Brugnato)
Susino sradicato di verde, fruttato di quattro pezzi di porpora (Prenois, Francia)
Tre susine al naturale (Pournoy-la-Grasse, Francia)